# Heart Play – unfinished dialogue
Heart Play – unfinished dialogue ist das erste Interviewalbum von John Lennon und Yoko Ono nach der Trennung der Beatles und es ist das zweite postum erschienene Album nach Lennons Tod im Jahr 1980. Gleichzeitig ist es einschließlich der sieben Solo-Studioalben der drei Avantgarde-Alben mit seiner Frau Yoko Ono und des Livealbums der Plastic Ono Band und der Kompilationsalben das insgesamt 14. Album John Lennons und das siebte Album mit Yoko Ono. Gleichzeitig ist es auch das 14. Album von Yoko Ono. Es wurde am 5. Dezember 1983 in den USA und am 19. Dezember 1983 in Großbritannien veröffentlicht.

## Entstehungsgeschichte

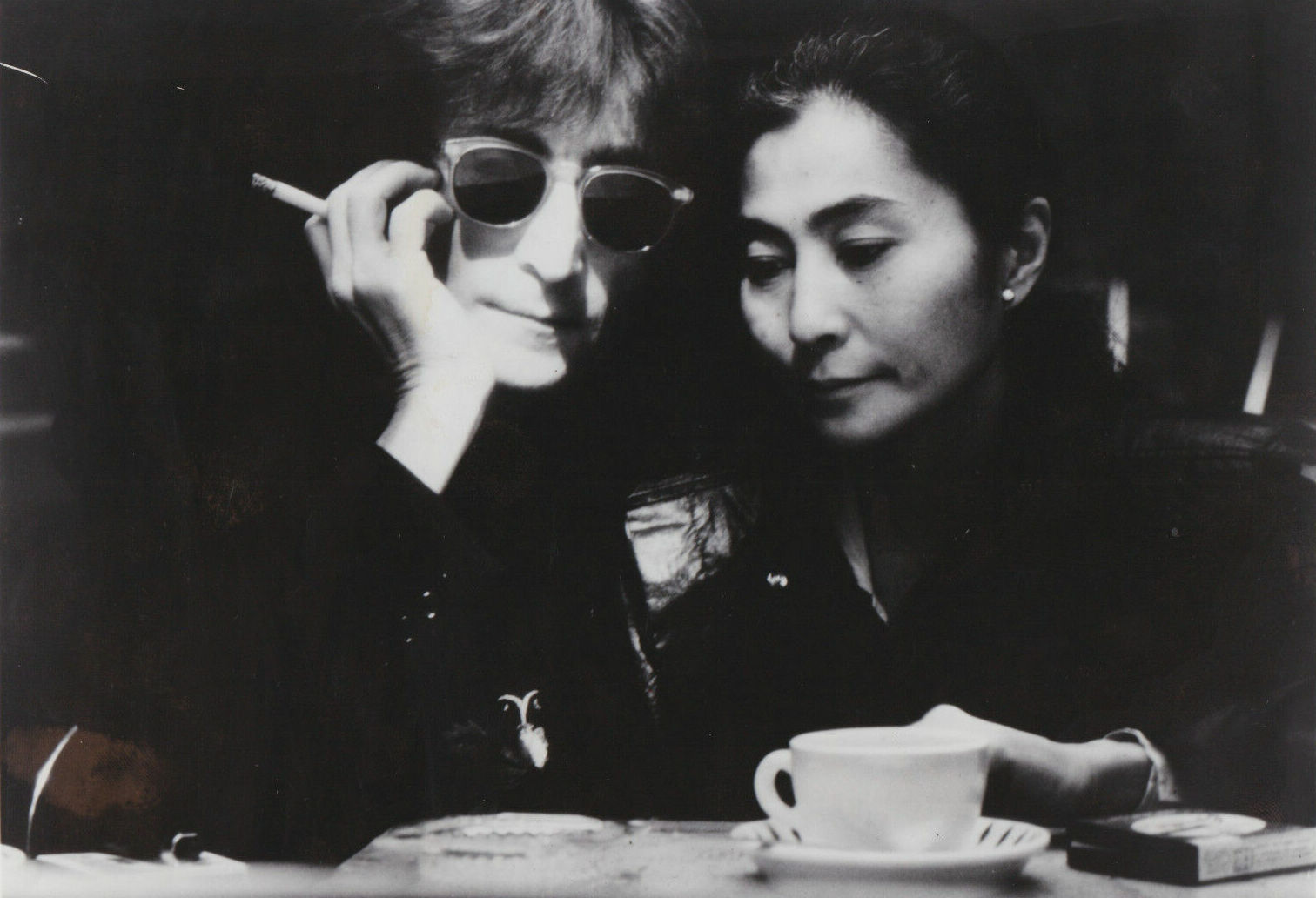
John Lennon und Yoko Ono, 1980

Im Rahmen von Promotionarbeiten für das später erschienene Album Double Fantasy führten John Lennon und Yoko Ono mehrere Interviews mit Radiosendern und Zeitschriften. Zwischen dem 10. und 28. September 1980 führte das Paar mit David Sheff ein insgesamt 30-stündiges Interview für das Playboy-Magazin. Die Interviews wurden in ihrer Wohnung im Dakota Building und im Café La Fortuna geführt.
Die Coverbilder wurden ebenfalls im La Fortuna fotografiert. Teile der Erlöse des Albums wurden an die Spirit Foundation gespendet.

## Veröffentlichung
In Deutschland war das Album nur als Import erhältlich. Eine legale Veröffentlichung im CD-Format erfolgte bisher nicht. Teile des Interviews wurden in der US-amerikanischen Playboy-Ausgabe im Januar 1981 veröffentlicht. Im Oktober 1981 erschienen Teile des Interviews auch als Taschenbuchausgabe.

## Titelliste
Seite 1
1. Section one – 6:30
2. Section two – 13:43
3. Section three – 0:55

Seite 2
1. Section four – 4:39
2. Section five – 6:04
3. Section six – 4:06
4. Section seven – 6:04

## Chartplatzierungen
| ChartsChartplatzierungen       | Höchstplatzierung | Wochen |
| ------------------------------ | ----------------- | ------ |
| Vereinigte Staaten (Billboard) | 94 (12 Wo.)       | 12     |